# Stephen Yip
Stephen Yip, bzw. Yip Shu-kin (chinesisch 葉樹堅 / 叶树坚, Pinyin Yè Shùjiān, Jyutping Jip6 Syu6gin1, * 1971 in Hongkong) ist ein chinesisch-US-amerikanischer Komponist und Organist. Er lebt in Houston.

## Leben
Yip lernte 1989 bei Young Shui-ting und Ip Shun-chi an der United Academy of Music in Hongkong. Von 1991 bis 1996 studierte er Komposition und Elektronische Musik bei Law Wing-fai und Clarence Mak sowie Dirigieren bei Yip Wing-sie an der Hong Kong Academy for Performing Arts. 1995 war er Stipendiat beim  Aspen Music Festival in Colorado. Er beendete sein Studium mit dem Bachelor of Fine Arts in Hongkong. Im Anschluss erlangte er den Master of Music (1998) und den Doctor of Musical Arts (2001) an der Rice University in Houston. Zu seinen Kompositionslehrern gehörten Ellsworth Milburn, Arthur Gottschalk, Pierre Jalbert, Samuel Jones, George Burt und Richard Lavenda. Außerdem besuchte er die Darmstädter Ferienkurse.
Von 1998 bis 2005 wirkte er als Organist an verschiedenen katholischen und presbyterianischen Kirchen in den USA. Seit 2006 ist er Musikdirektor für die musikalische Gestaltung der Liturgie an der St. Albert of Trapani Catholic Church in Houston und seit 2001 Vorstandsmitglied des Kulturrates von Houston. Seit 2006 ist er Composer in Residence verschiedener Kultureinrichtungen in Florida, Arizona, Nebraska, Virginia und New York.
Seine Kompositionen wurden in das Programm internationaler Musikfestivals aufgenommen, wie die Weltmusiktage der ISCM in Zagreb und die Musicarama in Hongkong. Sie wurden bereits in Costa Rica, Israel, Kanada, China, Kroatien, Luxemburg, Südkorea, Tschechien, Österreich, den Vereinigten Staaten und Philippinen aufgeführt. Interpreten waren u. a. die Luxembourg Sinfonietta, das North/South Consonance Ensemble, die California EAR Unit und das Ensemble Sortisatio.
Yip ist Mitglied der Hong Kong Composers’ Guild, der College Music Society, der American Society of Composers, Authors and Publishers und der National Association of Composers.
Er arbeitet seit 2006 am Houston Community College System.

## Auszeichnungen
- Gewinner der Haifa International Composition Prize in Israel (2003)
- Honorable Mentions im First International EPICMUSIC Composition Prize in Italien (2004)
- International Biennial composition competition der Debussy Trio Music Foundation (2004)
- 3. Preis beim Molinari Quartet’s Third International Composition Competition (2006)
- St. Paul Chamber Orchestra Emerging (2007)
- Gewinner der ALEA III International composition Competition (2007)
- Fourth NACUSA Texas Composition Competition (2009)
- Förderung durch Yaddo in Saratoga Springs, New York (2009)
- 5. Preis beim USA International Harp Competition Composition Contest (2010)
- Gewinner der Free Style Composition Competition des Alvarez Chamber Orchestra in London (2010)
- Gewinner des International Music Prize for Excellence in Composition der Greek National Academy of Music  (2010)
- Gewinner der TMC International Composition Competition in Taiwan (2011)
- 2. Preis beim Salvatore Martirano Award der University of Illinois at Urbana-Champaign (2012)

## Diskographie (Auswahl)
- Mementos
- Concours Molinari 2005–2006
- Masterworks of the New Era vol. 11
- Luxembourg Sinfonietta International Composition Prize 2008
- Millennium Project: Made in the Americas
- Masterworks of the New Era vol. 14